# Alejandro Collia
Alejandro Federico Collia (Buenos Aires, 30 de julio de 1957) es un médico y político argentino. Fue director del Hospital Dr. Ramón Carrillo de Ciudadela y se desempeñó como ministro de Salud de la provincia de Buenos Aires desde 2009 hasta 2015.

## Perfil académico y asistencial
Collia fue médico de planta y de guardia en el Servicio de neurocirugía, especialización donde se destacó como integrante de la Sociedad de Neurocirugía de la Provincia de Buenos Aires y de la Asociación Argentina de Neurocirugía. 
Tuvo una destacada trayectoria focalizada en la emergencia y el neurotrauma. Integró uno de los primeros cursos A.T.L.S (Advance Trauma Life Support) del American Collage of Surgeons, y fue autor y colaborador de más de cuarenta publicaciones y abstracts sobre la especialidad. Además, realizó más de treinta cursos de perfeccionamiento que le permitieron alcanzar un nivel académico destacado, que plasmó como docente de Neurocirugía de la Universidad del Salvador.
Fue disertante en diversos seminarios, conferencias y simposios. Dirigió y formó destacados equipos quirúrgicos que contribuyeron a la introducción en el país de técnicas de avanzada como la neurocirugía estereotáxica y otras.

### Especialización en Salud Pública
Realizó el Curso de Administración y Gestión Hospitalaria, en el Colegio Médico del Distrito III, Morón.
Cursó la Maestría de Economía y Gestión de la Salud, y la Maestría de Sistemas de Salud y Seguridad Social, recibiendo el título de Especialista, en la Universidad ISALUD de Buenos Aires.

## Perfil sanitario y de Salud Pública
A comienzos de los años noventa se desempeñó como director de la Escuela Municipal de Enfermería de la Municipalidad de Tres de Febrero.
En 1996 fue designado Director Ejecutivo del Hospital Dr. Ramón Carrillo de Ciudadela, Provincia de Buenos Aires, institución que dirigió durante 13 años.
En el año 1998, en forma simultánea, tomó a su cargo la Dirección del Hospital Dr. Carlos Bocalandro de Loma Hermosa, Tres de Febrero, hasta mediados de 1999.
En diciembre de 2007 asumió como subsecretario de Coordinación y Atención de la Salud, (viceministro) del Ministerio de Salud de la provincia de Buenos Aires. Fue nombrado ministro de Salud de la provincia el 16 de diciembre de 2009, cargo que ocupó hasta finales de 2015.
Desde diciembre de 2015 es concejal del partido de Tres de Febrero. Ese mismo mes asumió como secretario de Salud Pública del partido de La Matanza, cargo que ocupó hasta 2019.
Desde finales de 2019 se desempeña como subsecretario de Gestión de Servicios e Institutos del Ministerio de Salud de la Nación.

## Resumen de su trayectoria institucional
Decano de la Facultad de Medicina de la Universidad de Morón
- Miembro de la Sociedad Argentina de Neurocirugía
- Miembro de la Asociación De Economía de la Salud
- Miembro de la Sociedad Panamericana de Medicina del Trauma
- Miembro de la Sociedad Argentina de Atención Primaria de la Salud
- Fundador de Militancia de la Salud - Frente Nacional Peronista
- Director Ejecutivo del Hospital Zonal General de Agudos "Dr. R. Carrillo" (1996-2008)
- Director Hospital Zonal General de Agudos "Dr. Carlos Bocalandro" (1998-1999)
- Viceministro de Salud de la Provincia de Buenos Aires (10/12/2007-10/12/2009)
- Concejal por el partido de Tres de Febrero en uso de licencia (2009-2013)
- Congresal provincial del Partido Justicialista